# Đẳng trương
Đẳng trương (tiếng Anh là isotonic) là môi trường mà nồng độ chất tan bằng với môi trường nội bào. Khi đó, nồng độ các chất khuếch tán thụ động vào và ra khỏi tế bào là như nhau.
Dung dịch đẳng trương là dung dịch mà lượng chất hòa tan bên trong tương đương với các chất tương ứng ở bên ngoài nó (tồn tại một vật ngăn giữa môi trường bên trong và bên ngoài). Đây là dung dịch trung gian nằm giữa dung dịch nhược trương (hypotonic) và ưu trương (hypertonic).